# Nagy-Széna-hegy
A Nagy-Széna-hegy a Vértes hegység északi részének egyik, 427 méter magas csúcsa, északkelet felől a hegység legszélső, 400 méter fölé emelkedő magaslata. Közigazgatásilag a Fejér vármegyei Szár területén magasodik, attól légvonalban mintegy 4 kilométerre.

## Fekvése
A Vértes hegytömbjének főtömegéhez, azon belül is a hegység legmagasabb pontjának számító Nagy-Csákány tömbjéhez tartozik; csúcsa utóbbitól légvonalban mintegy 2,5-3 kilométernyire délre helyezkedik el; a két hegyet a Vinya-bükki-völgy választja el. Északi szomszédja a mintegy 400 méternyire emelkedő Kis-Széna-hegy, amitől a Kis-hallgató-völgy különíti el; déli-délnyugati lejtői a Holdvilág-árokra futnak le. Szerkezetileg abból az északnyugat-délkeleti irányban húzódó gerincből emelkedik ki, amelynek két legmagasabb pontja kb. másfél kilométerre innen a 480 méteres Körtvélyes és a 474 méter magas Nagy-Szállás-hegy

## Megközelítése
A Nagy-Széna-hegy legkönnyebben a Szárról induló piros jelzést, majd az abból kiágazó piros kereszt jelzésű útvonalat követve lehetséges, a turistaút néhány száz méterre közelíti meg a csúcsot. A közelben halad el egy erdészeti út is, amely Szárliget térségében ágazik ki az 1-es főútból.

## Élővilága
A Nagy-Széna-hegyen a Vértes északkeleti részének jellemző növénytársulásai figyelhetők meg, kifejezett jellegzetessége a hegy élővilágának nincs. A védett növényfajok közül előfordul itt a kisvirágú hunyor (Helleborus dumetorum) és a szirtőr (Hornungia petraea), érdekes faj még a területen a sárga őzsaláta (Smyrnium perfoliatum), a bókoló keltike (Corydalis intermedia) és a törpe keltike (Corydalis pumila).